# Limbach (Eltmann)

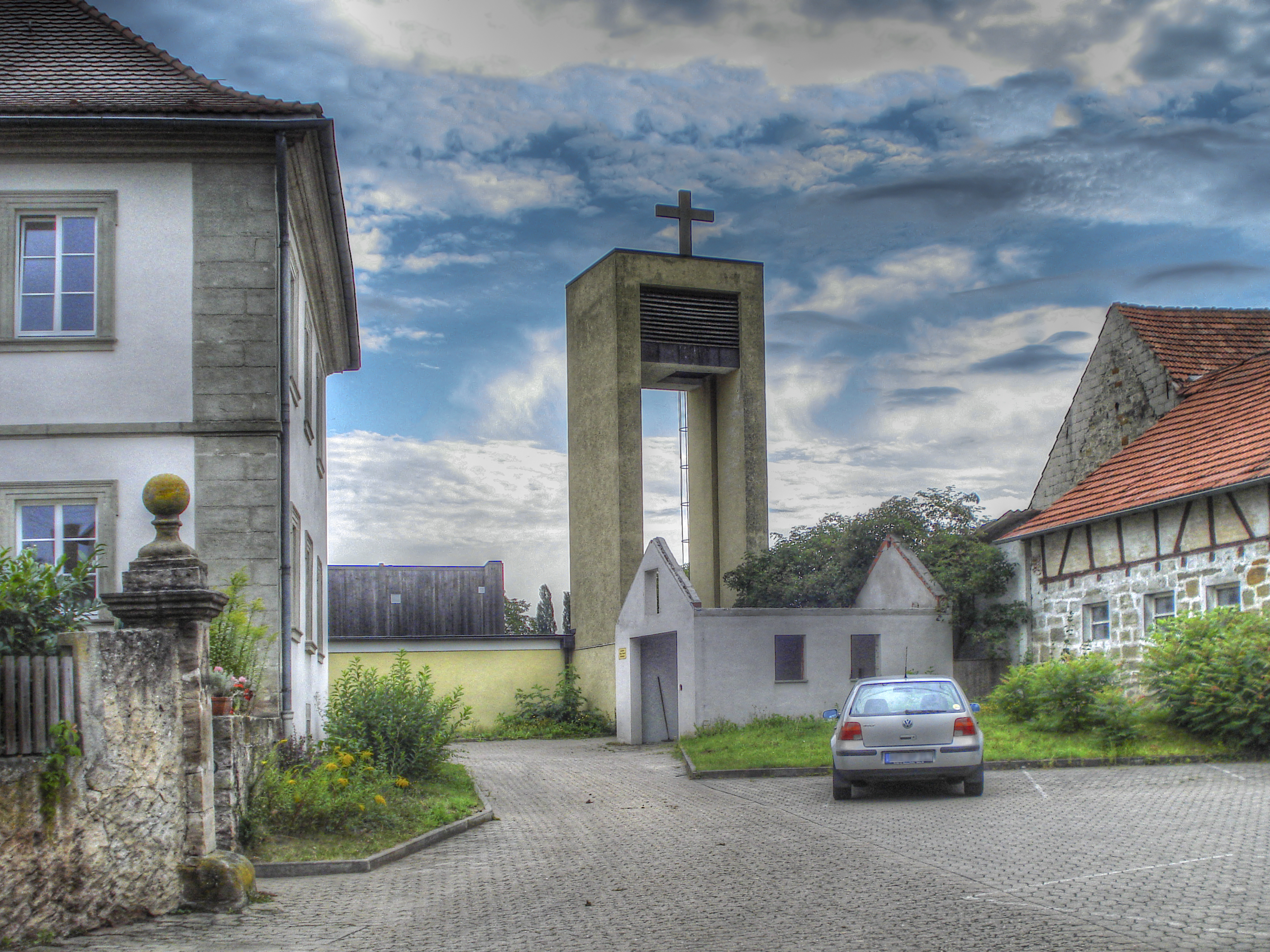
Kapelle in Limbach

Limbach ([ˈlɪmˌbax] ) ist ein Gemeindeteil der Stadt Eltmann im unterfränkischen Landkreis Haßberge in Bayern.

## Geographie
Das Pfarrdorf liegt westlich von Eltmann am nördlichen Steilabfall des Steigerwaldes zum Maintal hin. Besonders bekannt ist es durch die barocke Wallfahrtskirche Maria Limbach und durch die nahegelegene Main-Staustufe mit Schleuse und Kraftwerk.

## Name
Der Ortsname dürfte sich vom althochdeutschen linta (Linde) ableiten: Linpach → Limpach → Limbach ist demnach der Ort an dem Lindenbach.

## Geschichte
Limbach wurde im Zuge der fränkischen Landnahme im 6. bis 8. Jahrhundert gegründet und als Außenposten des Castells Altimoin mit drei Dekanien (je zehn wehrfähige Bauern) besetzt. Ausgrabungen am Spitzberg westlich von Limbach haben aber auch eine keltische Ansiedlung bereits um 450 v. Chr. nachgewiesen.
Eine erste urkundliche Erwähnung erfuhr Limbach im Rahmen der Gumbert'schen Stiftung im Jahr 741. Seine eigentliche Bedeutung erreichte es als Wallfahrtsort; bereits im Jahr 1023 wurde von der ersten Wallfahrt zu einer Kapelle an der Stelle der jetzigen Wallfahrtskirche berichtet.
Die ersten Zahlen dieser früheren Wallfahrtskapelle datieren nach Pfeilerinschriften aus dem Jahr 1201, viele weitere Hinweise gibt es auf den steten Ausbau dieses Gotteshauses. Nachdem Limbach vorübergehend evangelisch-lutherisch gewesen war, kehrte es 1630 wieder zur katholischen Kirche zurück. Mit der Erteilung des Gnadenbriefes wurde Limbach 1660 als „altersessene Wallfahrt“ bestätigt. Die Kirche erhielt 1698 das Gnadenbild (etwa um 1500 entstanden) zurück und hatte 1701 mit der Glockenweihe ihre letzte Glanzzeit. 1721 erwies sie sich als baufällig.
Im Jahr 1714 wurde in Limbach ein jüdischer Friedhof eingerichtet.
Mit der Zeit entwickelte sich Limbach zum Dorf der Flößer. Die Einwohner, vorher überwiegend mit Landwirtschaft und Viehzucht beschäftigt, betrieben Mainschifferei und Holzhandel oder verdingten sich als Knechte auf größeren Schiffen. Hierzu vermerkte der Chronist: „Limbach lebt in gemäßigtem Wohlstande und besoldet einen eigenen Pfarrer und Schullehrer“.
Am 1. Juli 1971 wurde die bis dahin selbständige Gemeinde Limbach in die Stadt Eltmann eingegliedert.

## Baudenkmäler
In der Liste der Baudenkmäler in Eltmann sind für Limbach acht Baudenkmäler aufgeführt.

Impressionen
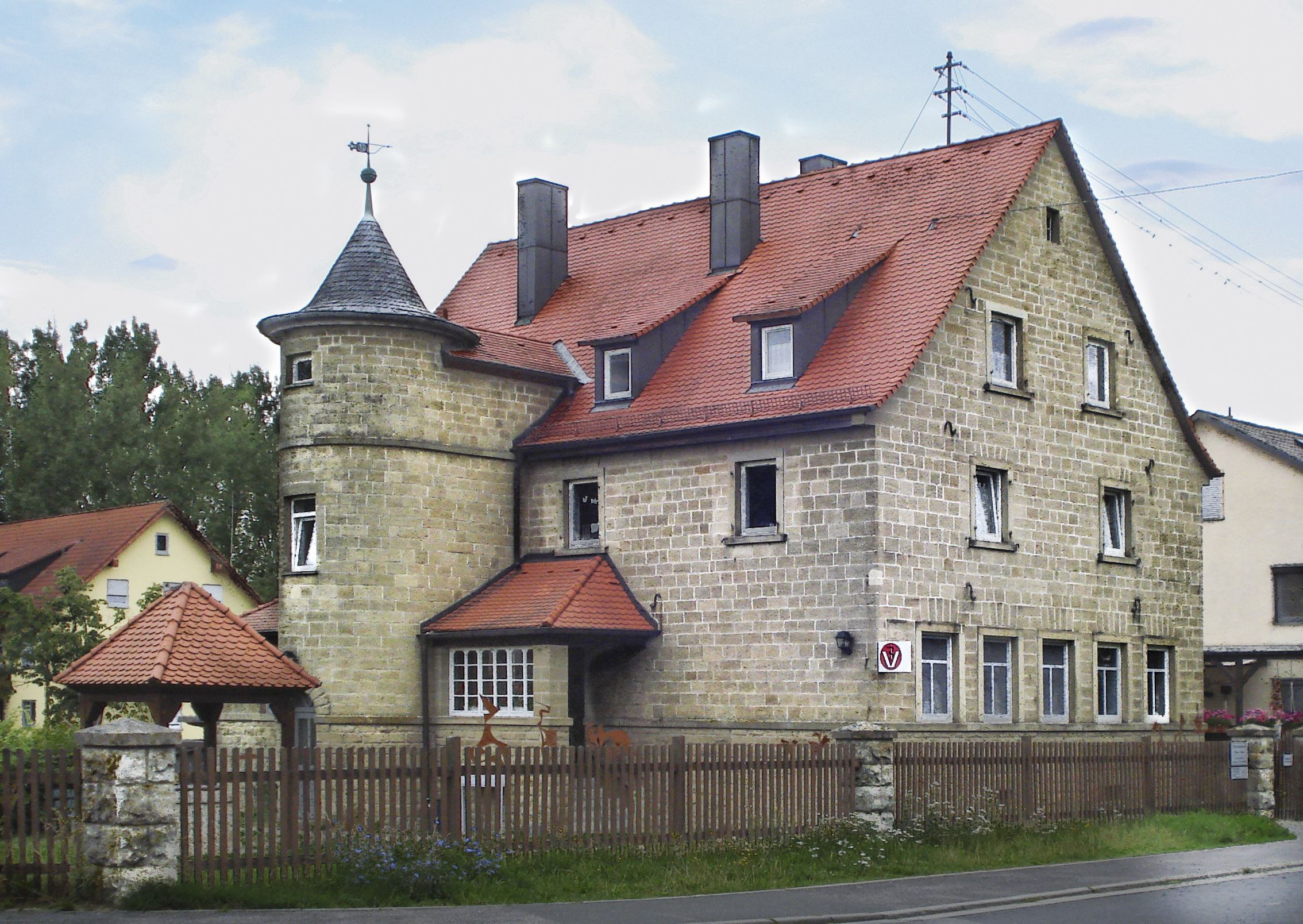
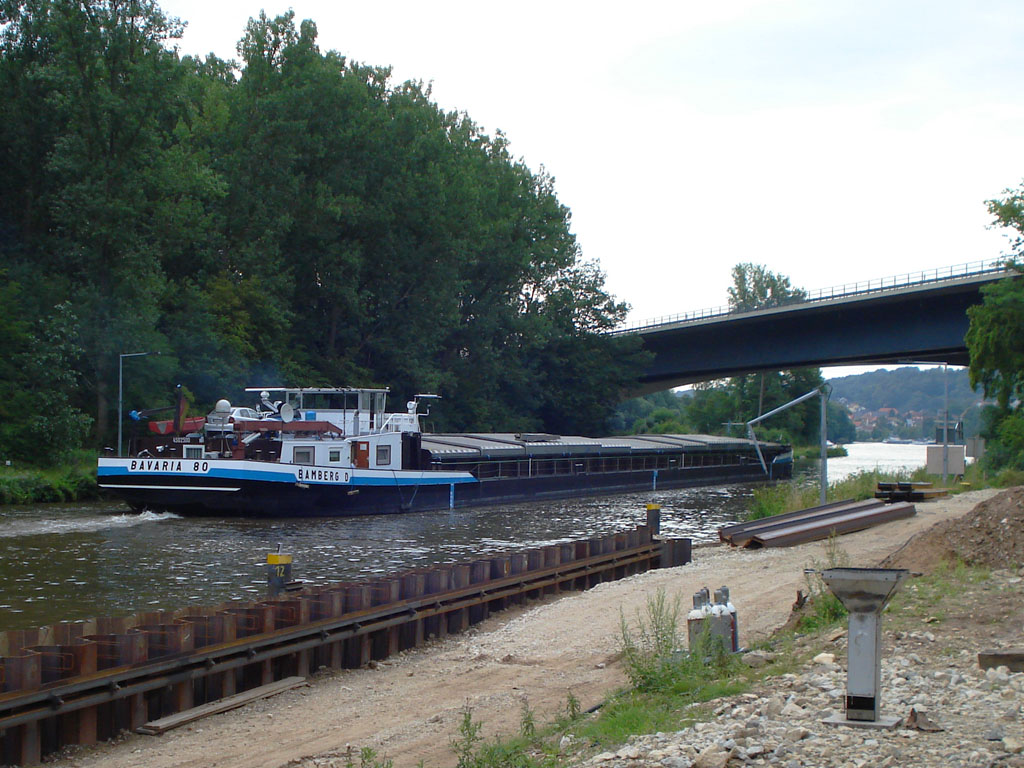
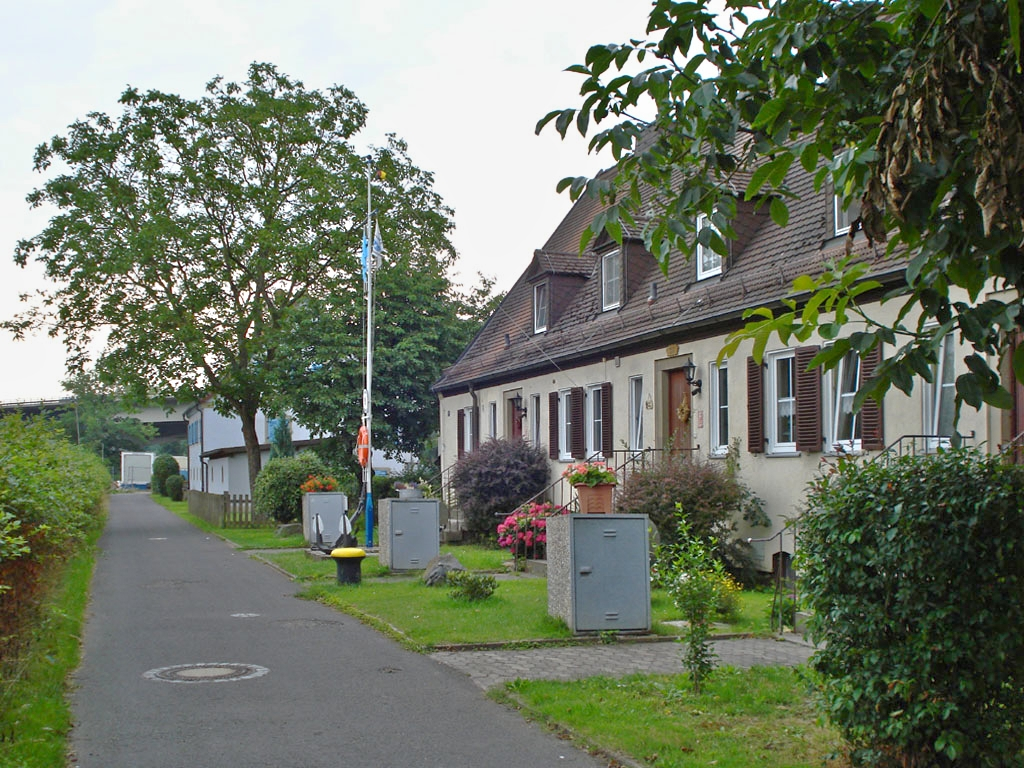
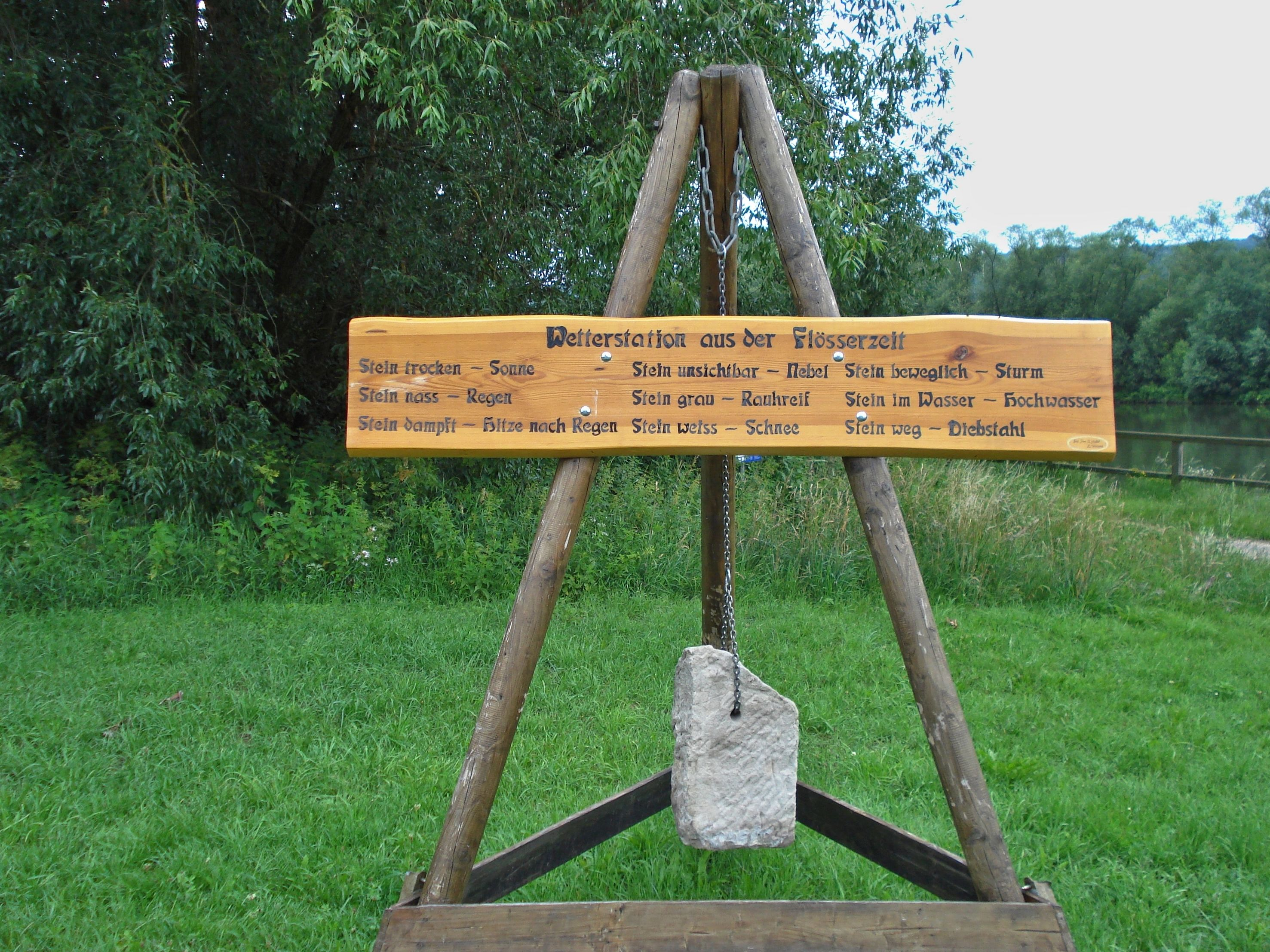
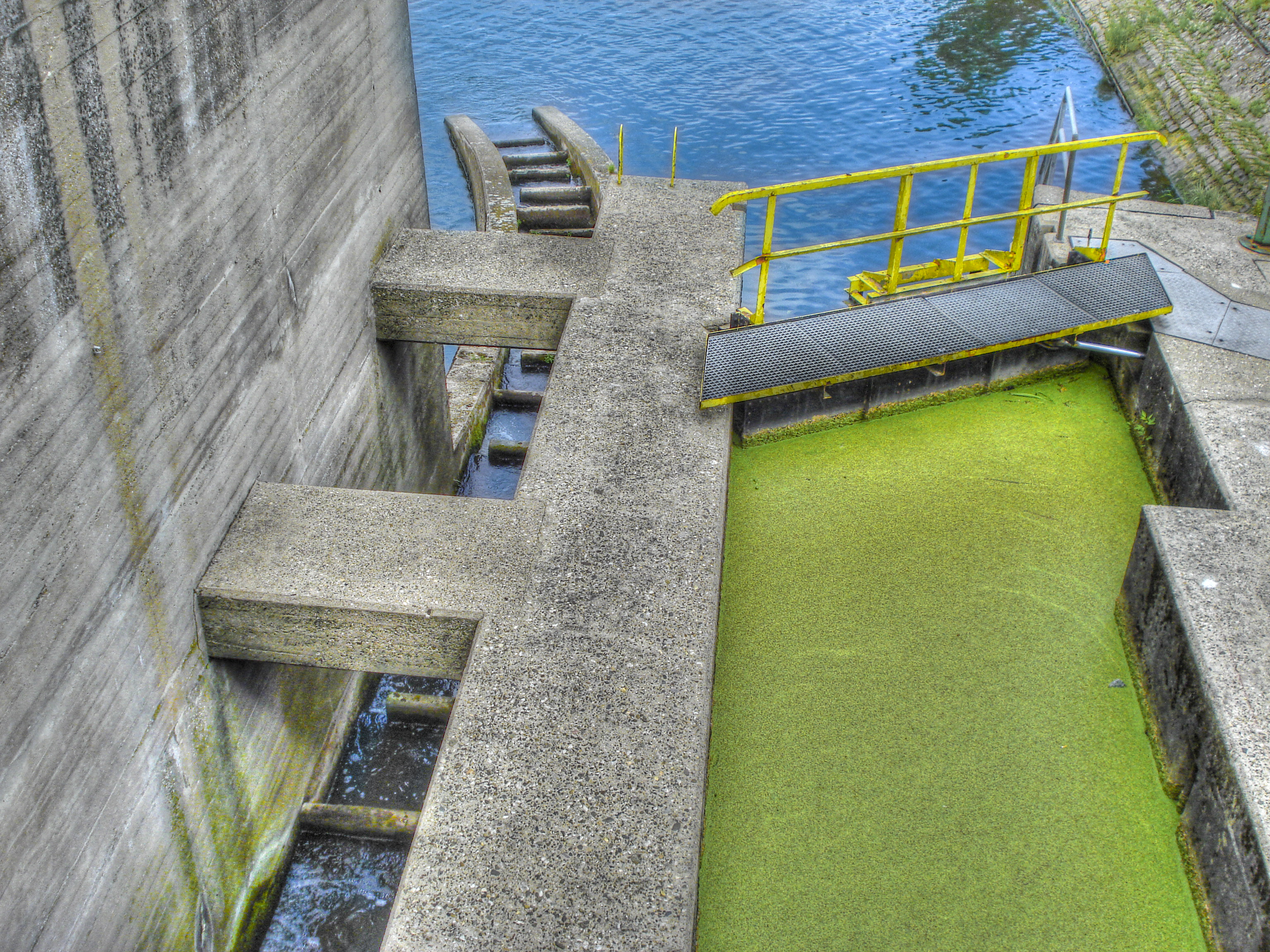
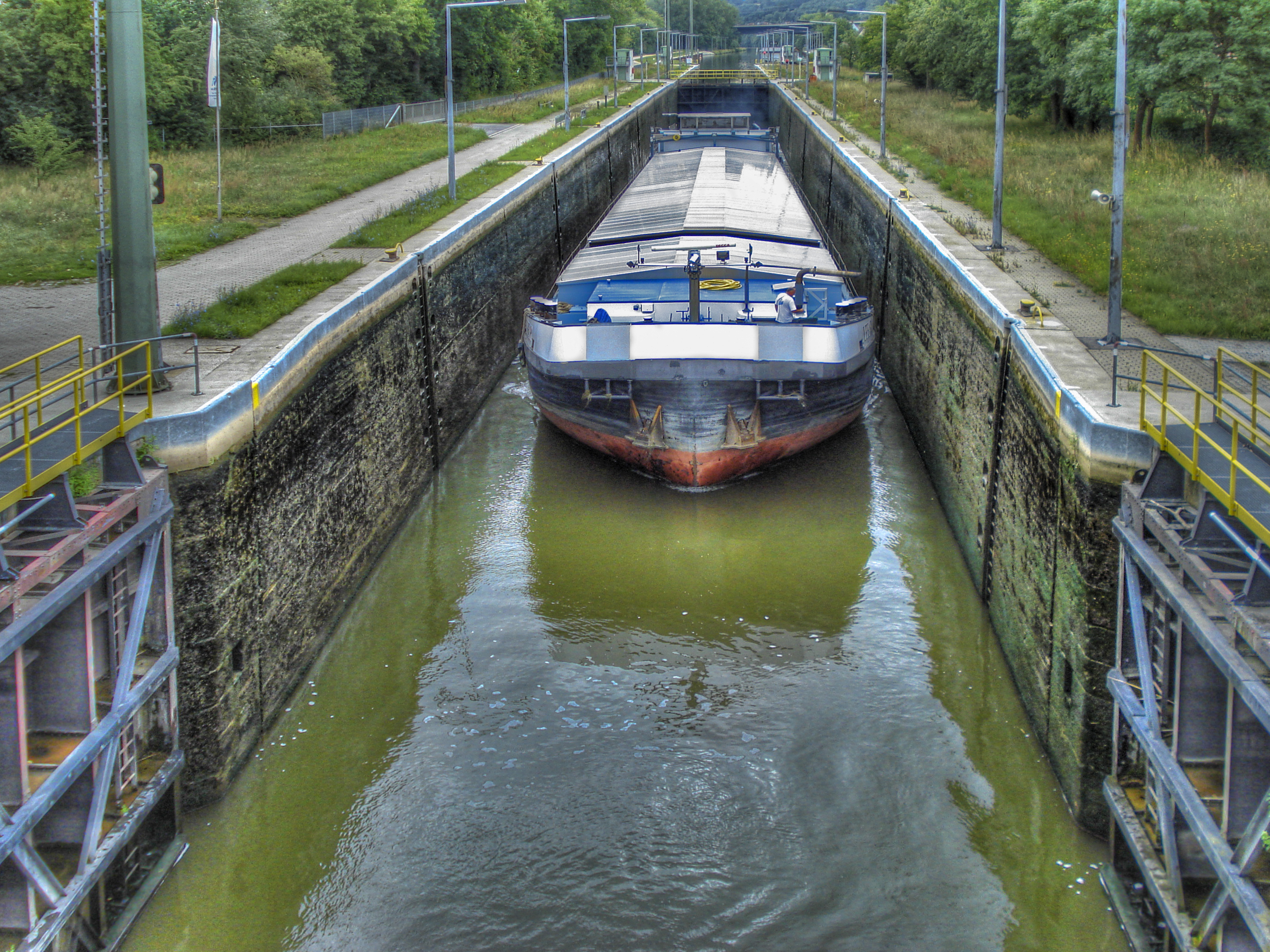
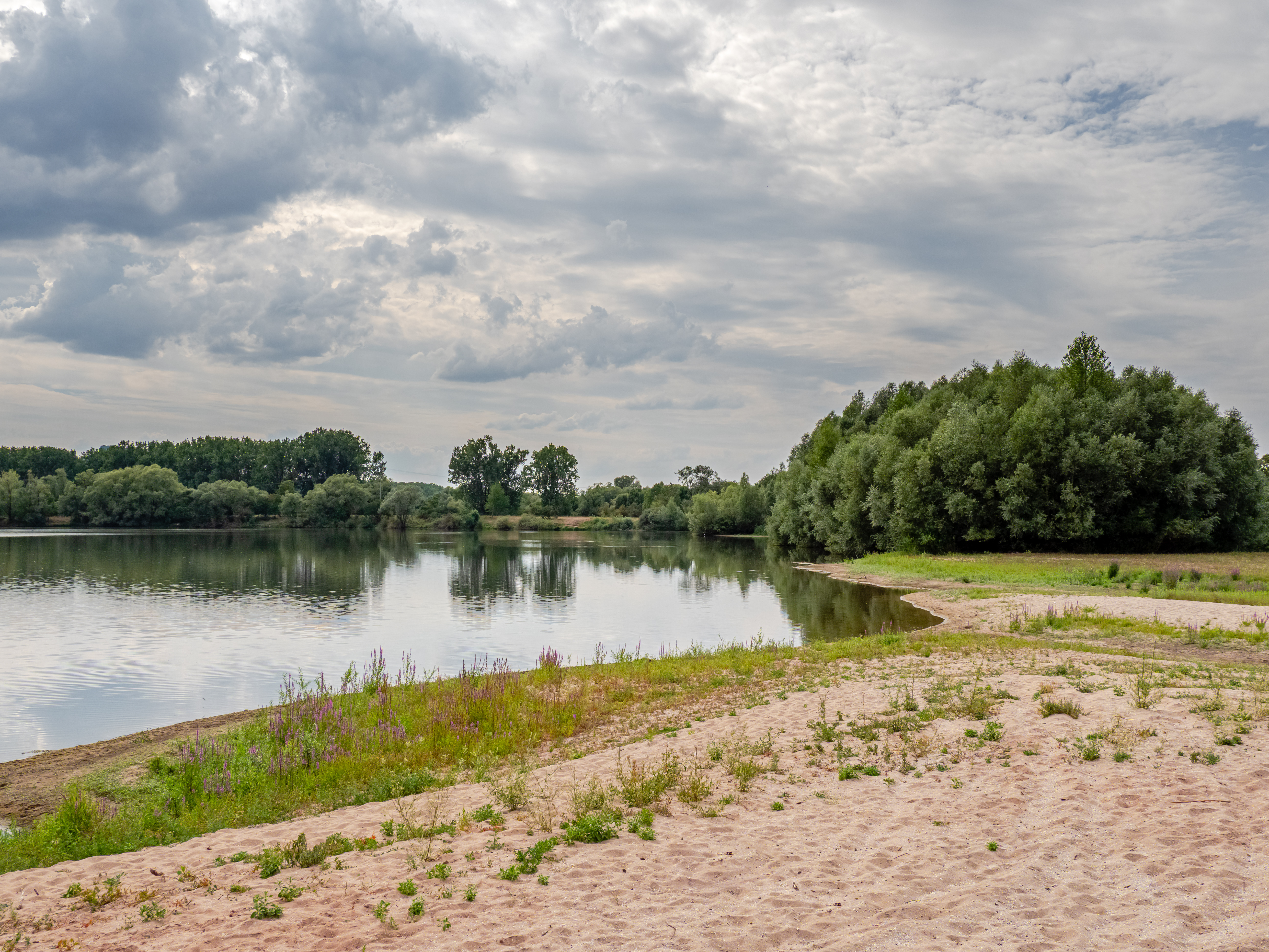

## Wirtschaft
Rund 80 % aller Erwerbstätigen aus Limbach sind Auspendler und arbeiten in Betrieben des Umlandes, landwirtschaftliche Vollerwerbsbetriebe gibt es nur noch fünf. Die Äcker liegen westlich von Limbach.
Ein neuer Schwerpunkt nach dem Zweiten Weltkrieg war der Ausbau des Mains zur Großschifffahrtsstraße. Bei Limbach wurde eine der vielen Staustufen 1951 in Betrieb genommen. Die 300 Meter lange Schiffsschleuse und das riesige Flusskraftwerk schufen ein völlig neues Ortsbild.

## Vereine
- CSU-Ortsverband Limbach
- Freiwillige Feuerwehr Limbach
- Feuerwehrverein Limbach
- Gesangverein Limbach
- Schutz- und Gebrauchshundeverein Limbach
- Kindergartenverein Sancta Maria Limbach
- Limbacher Liste
- Musikverein 1961 Limbach am Main e. V.
- Seniorenclub der Pfarrei Limbach
- Siedlerverein Limbach
- Soldaten- und Kriegerkameradschaft Limbach
- TSV 1937 Limbach e. V.